# Société de banque suisse
Pour les articles homonymes, voir SBS.
La Société de banque suisse (SBS) est une ancienne banque suisse qui a fusionné avec l’Union de banques suisses en 1998 pour former l’UBS.

## Histoire
|                                   |  |                                  |
| Bank in Winterthur, fondé en 1862 |  | Toggenburger Bank, fondé en 1863 |

La Société de Banque suisse a été fondée en 1854 quand six banques de gestion de fortune formaient un consortium nommé Bankverein à Bâle. La date officielle de la création d'UBS est néanmoins en 1862, lorsque la Banque de Winterthur a été créée (UBS a fêté ses 150 ans en 2012). En 1871, elles ont créé ensemble avec le Frankfurter Bankverein une société anonyme : le Basler Bankverein. En 1886, après la fusion avec le Zürcher Bankverein et l'acquisition de la Basler Depositenbank et Schweizerische Unionbank, le nom a été finalement changé en Schweizerischer Bankverein, en français : Société de banque suisse. 
Dillon, Read & Co., qui a débuté dans les années 1830, était une des sociétés les plus prolifiques de Wall Street dans les années 1920 et 1930 et ce jusqu'aux années 1990. C'était un groupe puissant dans le domaine des fusions-acquisitions. Dillon Read était en négociations pour être vendu à ING, qui possédait déjà 25 % des actions de la société mais les partenaires de Dillon Read craignaient les plans d'intégration de ING. Après l'acquisition par la Société de banque suisse, Dillon Read a été unifié avec SBS-Warburg en SBS-Warburg Dillon Read. Après la fusion de SBS avec l'Union de banques suisses, le nom du département a été changé en Warburg Dillon Read, après Warburg. La marque de Dillon Read a été réutilisée pour le fonds spéculatif Dillon Read Capital Management.
La SBC s'est ensuite lancée dans la banque d'investissement en acquérant S.G. Warburg & Co., une importante banque d'investissement britannique, en 1995, pour un montant de 1,4 milliard de dollars américains. S.G. Warburg a été fondée par Siegmund Warburg, membre de la famille bancaire Warburg. Après la Seconde Guerre mondiale, S.G. Warburg s'est forgé une réputation de banque d'affaires audacieuse et est devenue l'une des banques d'investissement les plus respectées de Londres. Après une expansion imparfaite et coûteuse aux États-Unis, une fusion avec Morgan Stanley a été annoncée en 1994, mais les négociations ont échoué. L'année suivante, S.G. Warburg a été rachetée par la Société de Banque Suisse, qui a fusionné S.G. Warburg avec sa propre unité de banque d'investissement pour créer SBC Warburg, qui est devenue un acteur majeur de la banque d'investissement au niveau mondial.
Deux ans plus tard, en 1997, SBC a payé 600 millions de dollars pour acquérir Dillon, Read & Co, une société américaine de banque d'investissement de type « white shoe » considérée comme un membre du bulge bracket Dillon, Read, dont les origines remontent aux années 1830, faisait partie des sociétés les plus puissantes de Wall Street dans les années 1920 et 1930 et, dans les années 1990, disposait d'un groupe de conseil en fusions et acquisitions particulièrement performant. Dillon Read avait entamé des négociations pour se vendre à ING, qui détenait déjà 25 % de la société, mais les associés de Dillon Read ont refusé les plans d'intégration d'ING. Après son acquisition par SBC, Dillon Read a fusionné avec SBC-Warburg pour créer SBC-Warburg Dillon Read. Le nom Dillon Read a été abandonné après la fusion avec l'Union de Banques Suisses, bien qu'il ait été réintroduit en 2005 sous le nom de Dillon Read Capital Management, les opérations de fonds spéculatifs malheureuses d'UBS.

## Chronologie
- 1872 : Fondation de la Société de banque bâloise
- 1874 : Fusion avec la Société de banque de Frankfurt
- 1897 : Changement de nom en Société de banque suisse (SBS)
- 1898 : Établissement de la première filiale à l’étranger, à Londres
- 1917 : Absorbe la Banque de Nyon
- 1939 : Filiale à New York
- 1945 : Rachat de la Banque de commerce bâloise
- 1998 : fusion avec Union de banques suisses